# Kazachstan na Letnich Igrzyskach Olimpijskich Młodzieży 2010
Kazachstan na Letnich Igrzyskach Olimpijskich Młodzieży 2010 w Singapurze reprezentowało 47 sportowców w 17 dyscyplinach.

## Skład kadry

### Boks
- Adlet Rakishev – kategoria 75 kg

### Gimnastyka
- Viktor Kocherin – 32 miejsce w kwalifikacjach
- Moldir Azimbay
- Viktor Kocherin

### Jeździectwo
- Timur Patarov

### Judo
- Kairat Agibayev – kategoria do 66 kg

### Kajakarstwo
- Timofey Yemelyanov

### Kolarstwo
- Nurlan Duisenov
- Vadim Galeyev
- Rimma Luchshenko
- Aleksiej Łucenko

### Lekkoatletyka
Chłopcy:
- Ivan Salyahhov – chód na 10 000 m - nie ukończył
- Yevgeniy Milovatskiy – rzut dyskiem - 11 miejsce w finale
- Vladislav Podtsuk – rzut oszczepem - 14 miejsce w finale

Dziewczęta:
- Elina Mikhina – bieg na 400 m - 17 miejsce w finale
- Marina Zaiko – bieg na 400 m przez płotki - 11 miejsce w finale

### Łucznictwo
- Farida Tukebayeva
  - indywidualnie - 17 miejsce
  - w parze z  Teodor Todorov – 17 miejsce

### Pięciobój nowoczesny
- Dilyara Ilyassova
- German Sobolev

### Piłka ręczna
Drużyna dziewcząt:
- Marina Bazhina
- Akmaral Bekdairova
- Irina Danilova
- Valentina Degtyareva
- Olga Dergunova
- Marta Gavrilova
- Tatyana Kurassova
- Yevgeniya Latkina
- Mariya Prosvetova
- Alina Sundeyeva
- Lyubov Tokareva
- Dinara Ulumbetova
- Mariya Zaitseva
- Aida Zhanarbekova

### Pływanie
- Ruslan Baimanov
  - 50 m st. grzbietowym - 12 miejsce w półfinale
  - 100 m st. grzbietowym - 26 miejsce w kwalifikacjach
- Yekaterina Rudenko
  - 50 m st. grzbietowym - 5 miejsce w finale
  - 100 m st. grzbietowym - 31 miejsce w kwalifikacjach
- Yuliya Litvina
  - 50 m st. klasycznym - 14 miejsce w półfinale
  - 100 m st. klasycznym - 18 miejsce w kwalifikacjach

### Podnoszenie ciężarów
- Zulfiya Chinshanlo  srebrny medal
- Rustem Sybay  brązowy medal
- Żazira Żapparkuł  złoty medal

### Strzelectwo
- Irshat Avkhadiyev – karabin pneumatyczny 10 m

### Szermierka
- Kirill Zhakupov

### Taekwondo
- Nursultan Mamayev  srebrny medal

### Triathlon
- Leslie Amat Alvarez – 21 miejsce
- Kirill Uvarov – 27 miejsce

### Zapasy

#### Styl dowolny
- Rimma Kushkenova – kategoria do 70 kg

#### Styl greko-romański
- Zhanibek Kandybayev – kategoria do 85 kg  złoty medal
- Akan Baimaganbetov – kategoria do 42 kg  brązowy medal